# Chances (filme)
Chances (bra Chance) é um filme norte-americano de 1931, gêneros guerra, romance e drama, dirigido por Allan Dwan, com roteiro baseado no romance Chances, de Arthur Hamilton Gibbs, adaptado por Waldemar Young.